# دلوود (کارولینای شمالی)
دلوود (به انگلیسی: Dellwood) یک منطقهٔ مسکونی در ایالات متحده آمریکا است که در شهرستان هیوود، کارولینای شمالی واقع شده‌است. دلوود ۳۱۷ متر بالاتر از سطح دریا قرار دارد.